# 475-ös busz
A 475-ös jelzésű autóbusz Gödöllő egyik helyi járata, az Autóbusz-állomás és az Öreg-hegy délnyugati lejtőjén található Hegy utca autóbusz-forduló között közlekedik. A vonalat a MÁV Személyszállítási Zrt. üzemelteti. 2017. október 15-étől a korábbi 5-ös viszonylat helyett közlekedik.

## Útvonala
| Hegy utca autóbusz-forduló felé: | Autóbusz-állomás felé: |
| --- | --- |
| Autóbusz-állomás vá. – Szabadság út – Dózsa György út – Kossuth Lajos utca – Bajcsy-Zsilinszky Endre utca – Szőlő utca – Mátyás király utca – Hunyadi János utca – Blaháné utca – Hársfa utca – Hegy utca – Hegy utca autóbusz-forduló vá. | Hegy utca autóbusz-forduló vá. – Hegy utca – Hársfa utca – Blaháné utca – Hunyadi János utca – Mátyás király utca – Szőlő utca – Szilhát utca – Dózsa György út – Szabadság út – Autóbusz-állomás vá. |

## Megállóhelyei
| 0  | Autóbusz-állomás végállomás                           | 12 | 317, 324, 402, 404, 405, 406, 407, 410, 412, 422, 426, 430, 432, 440, 441, 442, 444, 446, 447, 448, 450, 451, 452, 454, 455, 461, 463, 464, 465, 466, 468, 469, 470, 471, 472, 473, 474, 476, 477, 478, 479 1040, 1049, 1052, 1076, 1077, 1078 |
| 3  | Szökőkút                                              | 10 | 317, 324, 402, 412, 422, 432, 442, 446, 447, 448, 450, 451, 452, 453, 454, 455, 464, 466, 470, 471, 472, 473, 474, 476, 477, 478, 479 1052, 1076                                                                                               |
| 4  | Kossuth Lajos utca bölcsőde                           | ∫  | 470, 471, 474, 476 |
| 5  | Bajcsy-Zsilinszky Endre utca 33.                      | ∫  | 476 |
| ∫  | Szilhát utca 3.                                       | 8  | 472, 473, 474, 476 |
| 6  | Szőlő utca 47.                                        | 7  | 472, 473, 474, 476 |
| 7  | Mátyás király utca 12. (↓) Mátyás király utca 25. (↑) | 6  | 471, 473, 476 |
| 8  | Radnóti Miklós utca                                   | 5  | 476 |
| 9  | Rigó utca                                             | 4  | 476 |
| 10 | Rét utca                                              | 3  | 476 |
| 11 | Blaha Lujza fürdő                                     | 2  | 476 |
| 12 | Hegy utca autóbusz-forduló végállomás                 | 0  | 476 |